# Open Shortest Path First
Open Shortest Path First (オープン・ショーテスト・パス・ファースト、略称：OSPF) は、小規模から大規模のネットワーク向けのリンクステート型ルーティングプロトコルである。

## 概要
自律システム (AS) 内のルーティングを行うInterior Gateway Protocol（IGP）の通信プロトコルである。
（対して、自律システム (AS) 間のルーティングを行う通信プロトコルはBGP4などのEGPである）
RIPにおける制約を解消するためにIETFにおいて提唱され、スタティック・ルーティングやRIPでは実現できなかった冗長経路構成を容易に実現できる。
OSPFは、リンクステート型（LSA）のルーティングを行うリンクステート型ルーティングプロトコル（リンク状態型ルーティング）である。
各ルータは隣接するルータとリンクしてアドバタイズ(周囲に通知)することでネットワーク・トポロジーのデータベースを構築し、ダイクストラのアルゴリズムで最短経路ツリーを「コスト」という距離（メトリック）の単位で計算してルーティング・テーブルを作成する。
ネットワーク規模の増大に対処するため、OSPFはネットワークを複数のエリアに分割することを可能としており、フラッディングや経路計算をエリアごとに効率よく実現できる。
エリア間の通信はエリア境界ルータ (area border router; ABR) を介して行われ、エリア間のルーティングは特定のバックボーン・エリアが中継することで実現される。
また、マルチアクセスセグメントにあっては、ルーティング情報更新の負荷を軽減するため、セグメントごとに代表ルータ (designated router; DR) とバックアップ代表ルータ (backup designated router; BDR) が選出されハブとして働く。
OSPFv2はIPv4、OSPFv3はIPv6にそれぞれ対応している。
OSPFv3は、これを定めているRFC 5340の正式なタイトルがOSPF for IPv6となっていることから分かるようにIPv6専用であり、IPv4向けのOSPFv2を置き換えるものではない。
OSPFのパケットはIPプロトコル89にて送受信される。パケットの宛先はセグメントの種類、セグメントにおけるマルチキャストのサポート、パケットの内容により以下のように選ばれる。宛先がマルチキャストアドレスとなった場合、そのパケットはルータにてフォワードしてはならず、TTLは1としなければならない。
宛先ルータのユニキャストアドレス
マルチアクセスセグメントにおける、マルチキャストとする必要がないパケット全て。
マルチアクセスではあるがマルチキャストをサポートしていないセグメントの場合、Helloパケットはルータに予め設定した、DRになり得るルータへユニキャストで送信する。
バーチャルリンクにおけるHelloパケットは、リンク先のルータへ1ホップでは到達しないのでユニキャストにて送信する。
マルチキャストアドレス （AllSPFRouters）
全てのOSPFルータが受信するマルチキャストアドレス。
マルチキャストをサポートしているマルチアクセスセグメントにて、OSPFルータの発見や生存確認のために送信するHelloパケットはこの宛先へ送信する。
ポイント･ツー･ポイントセグメントにあっては、全てのOSPFパケットをこの宛先へ送信する。これにより、unnumberedインタフェース上でOSPFを運用することができる。
マルチキャストアドレス （AllDRouters）
DRおよびBDRに選ばれたOSPFルータが受信するマルチキャストアドレス。
あるセグメントにてDRでもBDRでもないルータがリンクステートの更新を知った場合、それをそのセグメントのAllDRoutersへ送信するとDRがこれを改めてAllSPFRoutersへ送信することにより全てのルータへリンクステートの更新を知らせる。

## 主なRFC
- RFC 1131 (1989年) - 最初の標準化提案
- RFC 1584 (1994年) - OSPF マルチキャスト拡張 (MOSPF)
- RFC 2328 (1998年) - OSPFv2、STD 54 に
- RFC 3101 (2003年) - OSPF NSSA オプション
- RFC 3630 (2003年) - OSPF-TE
- RFC 5340 (2008年) - OSPFv3、IPv6対応（RFC 2740(1999年)のアップデート）

その他多くの関連RFCがある。